# Лайон (округ, Миннесота)
Ла́йон (англ. Lyon County) — округ в штате Миннесота, США. Административный центр и крупнейший город — Маршалл. По переписи 2000 года в округе проживают 25 425 человек. Площадь — 1869 км², из которых 1850,1 км² — суша, а 18,9 км² — вода. Плотность населения составляет 14 чел./км².

## История
Округ был основан в 1868 году.